# Besnyő Éva
Besnyő Éva, Eva Besnyö (Budapest, 1910. április 29. – Laren, Hollandia, 2003. december 12.), magyar származású holland fotográfus.

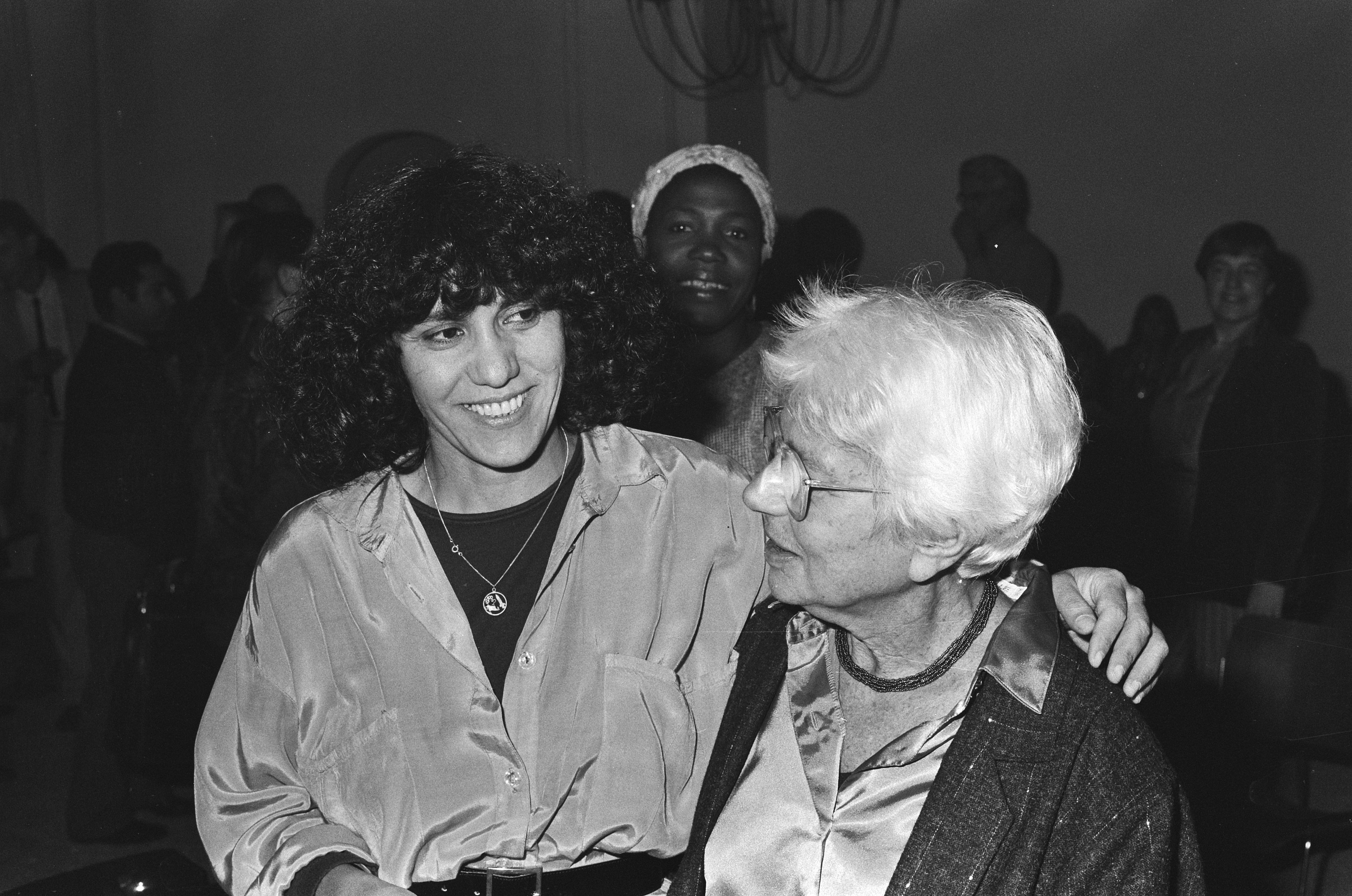
Maviye Karaman Ince & Eva Besnyö (1985)

## Élete
1910-ben született Budapest VI. kerületében Besnyő (Blumgrund) Bernát és Kelemen Ilona gyermekeként. Édesapja ügyvéd volt, Éva két lánytestvérével együtt kiváló nevelést kapott, a Veres Pálné Leánygimnázium növendéke volt. Jómódú zsidó családja Friedmann Endrével (Robert Capa) egy házban lakott a Városház utcában. Besnyő Éva 1928-tól Pécsi József magániskolájába járhatott.
Vizsgája után 1930 szeptemberében Berlinbe utazott, ahol a René Ahrlé Labor des Berliner Reclame-Photographen-jében kezdett dolgozni. 1931 első felében Dr. Peter Weller fotóriporter mellett asszisztenskedett, aztán laboráns lett a Deutscher Photodienstnél (DGPhot / Dephot), ahová ő ajánlotta be a szintén Berlinbe érkező Capát is. Miközben egyre több képe jelent meg a nemzetközi sajtóban, 1931-től Besnyő önálló műtermet bérelt a Nachodstrasse-n, riportképeit a Neophot baloldali sajtóiroda forgalmazta. A harmincas években Londonban (The Modern Spirit in Photography) és Brüsszelben (Internationale Photographie) szerepeltek fotói kiállításokon. 1932-ben Amszterdamba költözött, ahol műtermet nyitott.
Első férje a holland művészcsaládból származó filmes, John Fernhout (John Ferno) volt. 1933-ban Besnyőnek kiállítása nyílt a Van Lier Galériában. A harmincas években részt vett a holland munkásfotó-mozgalomban, 1934–1939 között főként építészeti fotókat készített. 1936-ban részt vett a de olympiade onder dictatuur (D.O.O.D.) amszterdami kiállításán. 1937-ben kapcsolódott be a foto 37 nemzetközi tárlat szervezésébe (Stedelijk Museum). Hollandia német megszállása alatt bujkálnia kellett. Második férjétől (Wim Brusse) két gyermeke született. 1953-ban kiállítása nyílt a Museum of Modern Art-ban, 1958-ban aranyérmet nyert az első velencei fotóbiennálén. Számos kitüntetésben, életműdíjban részesült. Az 1970-es években dokumentálta a holland feminista Dolle Mina mozgalom akcióit. 1999-ben életmű-kiállítása nyílt Amszterdamban, Berlinben pedig elnyerte a Dr. Erich Salomon-díjat. 2003 decemberében halt meg, miután archívumát átadta a Maria Austria Institute-nak.
2012-ben nagy retrospektívet szentelt neki – többek közt – a párizsi Jeu de Paume.

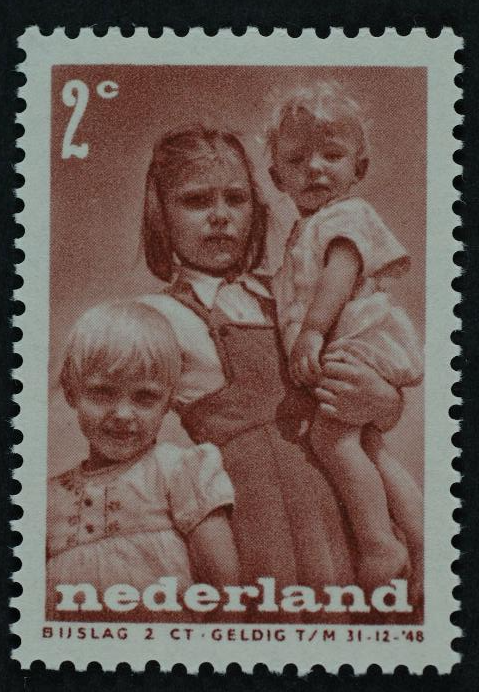
Postabélyeg (1947)
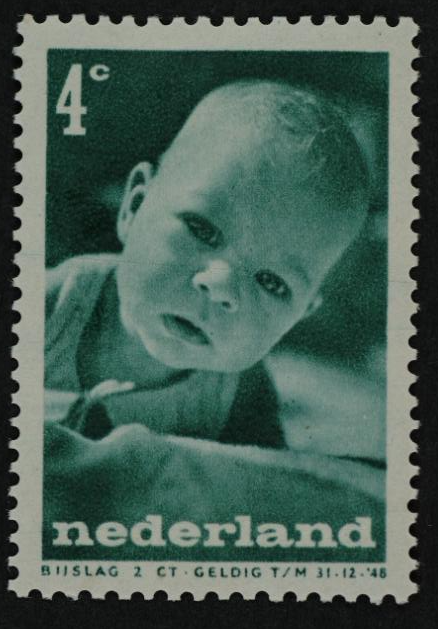
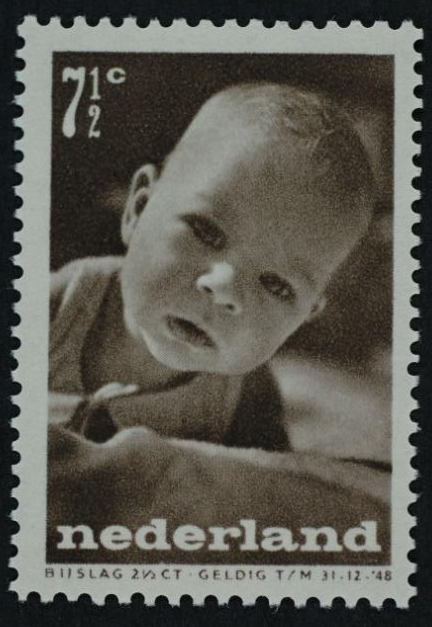
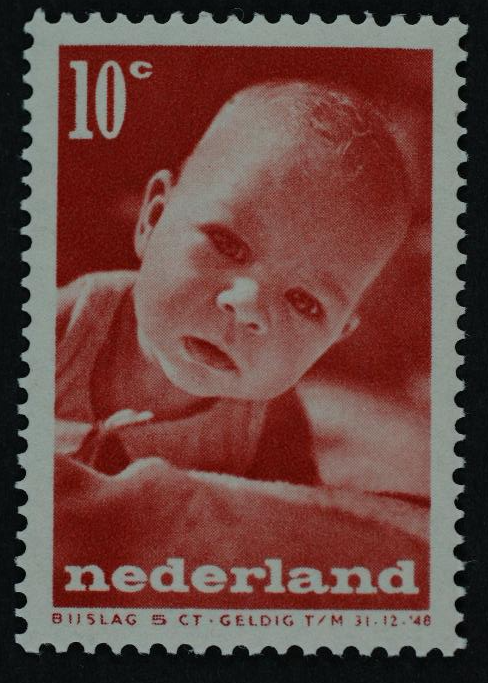
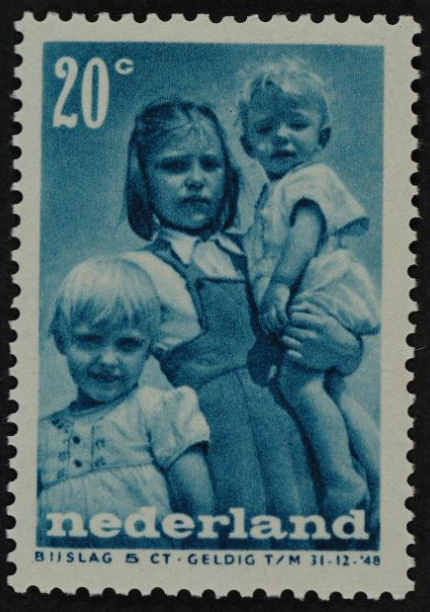